# Лапшар
Лапша́р (рос. Лапшар, марій. Лапшар) — присілок у складі Моркинського району Марій Ел, Росія. Входить до складу Моркинського міського поселення.

## Населення
Населення — 28 осіб (2010; 30 у 2002).
Національний склад (станом на 2002 рік):
- марійці — 90 %